# Tisa (Maramureș)
Tisa (ungarisch Tiszaveresmart) ist ein Dorf etwa 7 Kilometer östlich von Sighetu Marmației im Kreis Maramureș im Norden von Rumänien. Es ist Teil der Gemeinde Bocicoiu Mare.
Das Dorf liegt an der Nationalstraße 18 südlich des Flusses Theiß, die hier Teil der rumänisch-ukrainischen Grenze ist, fünf Kilometer südwestlich vom Gemeindezentrum und sieben Kilometer nordöstlich von der Stadt Sighetu Marmației (Marmaroschsiget) entfernt.
Der Ort wurde erstmals im Jahre 1385 urkundlich erwähnt.

## Galerie

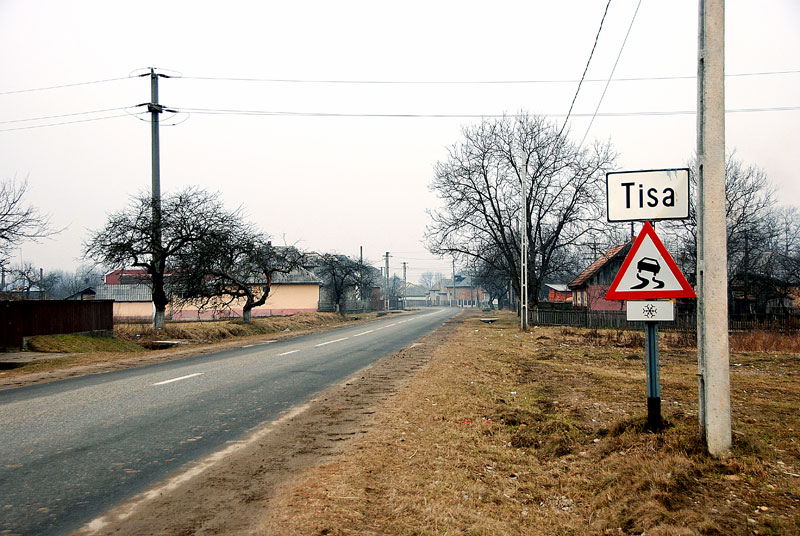
Der Ortseingang von Tisa
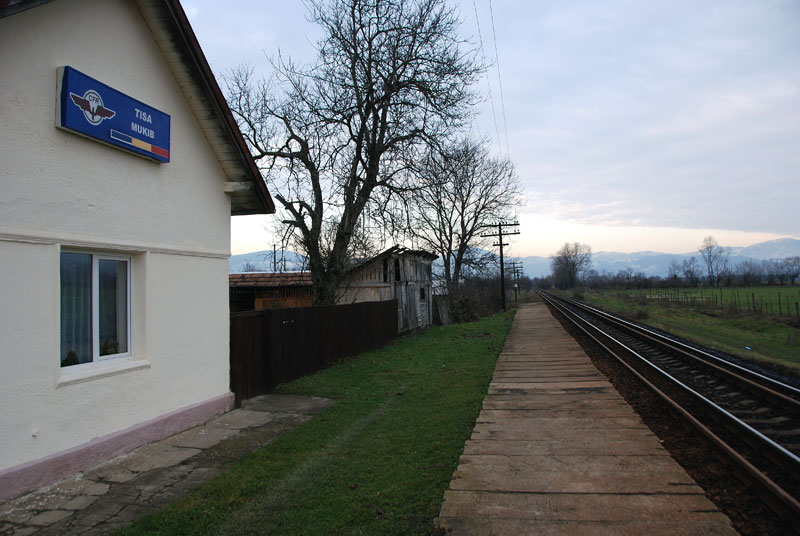
Der Haltepunkt auf der Bahnstrecke Salva–Sighetu Marmației